# التحية النازية

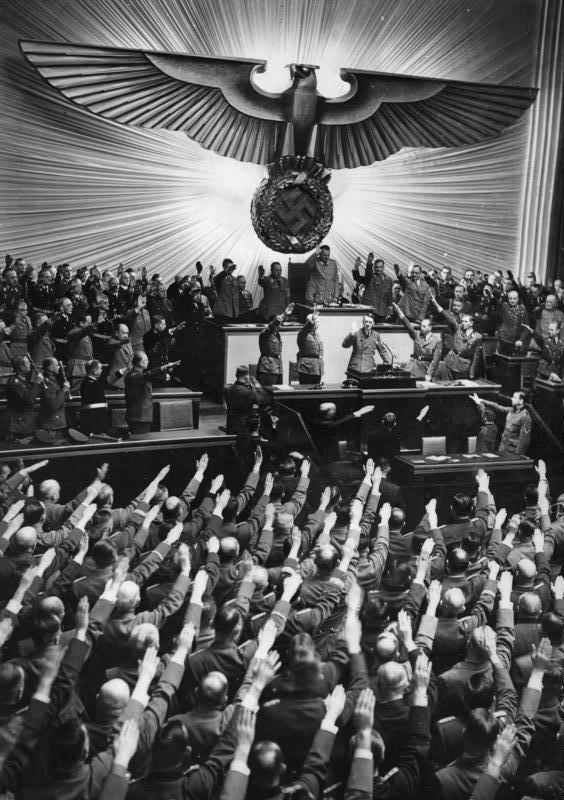
أداء نواب الرايخستاغ (البرلمان) التحية النازية لهتلر في دار أوبرا كرول ببرلين عام 1941.

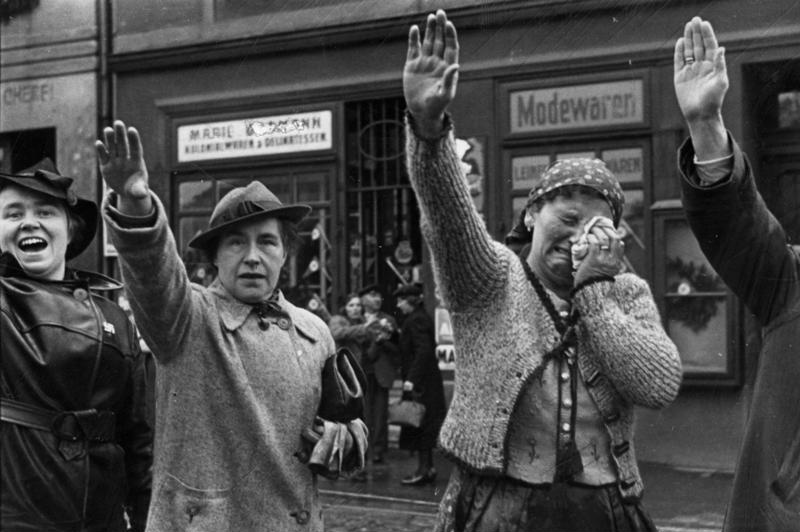
ناس يرددون التحية للنظام النازي عام 1938.

التحية النازية، أو تحية هتلر أو هايل هتلر (بالألمانية: Hitlergruß)‏ وأطلق عليها الحزب النازي أيضًا اسم «التحية الألمانية» (بالألمانية: deutscher Gruß)‏ أو تحية زيغ هايل، هي حركة باليد استخدمت لأداء التحية في ألمانيا النازية. تُؤدى التحية عبر مدّ الذراع اليمنى من العنق إلى الأمام وإبقاء الكف مفتوحًا والذراع مستقيمة. عادة ما يقول الفرد الذي يؤدي تلك التحية عبارة «هايل هتلر» (يحيا هتلر)، أو «هايل ماين فورر» (يحيا قائدي)، أو «زيغ هايل» (يحيا النصر). تبنّى الحزب النازي هذه التحية في ثلاثينيات القرن الماضي للدلالة على طاعة زعيم الحزب، أدولف هتلر، ولتمجيد الأمة الألمانية (ولاحقًا لتمجيد مساعي الحرب الألمانية). كانت التحية إلزامية على المواطنين المدنيين، بينما كانت اختيارية للعسكريين، وأبقى هؤلاء على التحية العسكرية التقليدية حتى جاءت محاولة الاغتيال الفاشلة لهتلر في 20 يوليو عام 1944.
إن استخدام هذه التحية مخالف للقانون في ألمانيا (وفقًا للقانون الجنائي القسم 86 إيه) والنمسا (وفقًا لقانون الحظر لعام 1947) حاليًا، ويُعتبر جريمة جنائية في بولندا وسلوفاكيا. حُظر أيضًا استخدام أي عبارات متعلقة بهذه التحية. في إيطاليا، يُعتبر استخدام التحية جريمة جنائية إذا حمل مستخدمها نية «استذكار الحزب الوطني الفاشي المنتهي» أو نية تمجيد آيديولوجيات الحزب وأعضائه أو الترويج لهم. في كندا وجمهورية التشيك وفرنسا ومملكة هولندا والسويد وسويسرا وروسيا، لا يُعتبر إظهار وعرض التحية جريمة جنائية، لكن أداء التحية للترويج للآيديولوجيا النازية يُعتبر نوعًا من خطاب الكراهية غير القانوني.

## توصيف

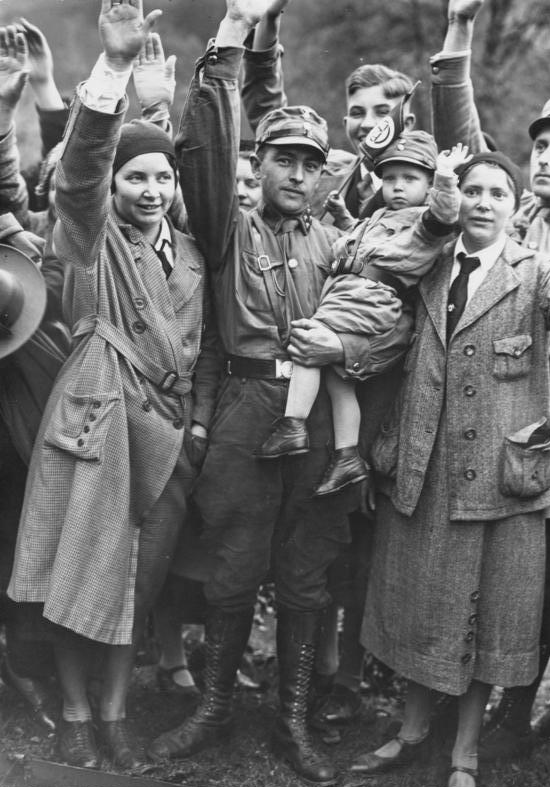
أشخاص يؤدون التحية النازية في مسيرة جبهة هاغزبورغ في باد هاغزبورغ، أكتوبر 1931

تُنفذ التحية عبر رفع الذراع اليمنى لمستوى الرقبة ثم مدّ اليد للأمام لتصبح على استقامة واحدة مع الذراع وموازية لها. في العادة، يصاحب هذه الحركة هتاف مثل «هايل هتلر» أو «هايل!». إذا شاهد المرء شخصًا آخر يؤدي التحية من بعيد، بإمكانه الاكتفاء برفع اليد اليمنى للرد على التحية. إذا صادف الشخص أحد المسؤولين الكبار، عليه القول «هايل هتلر». إذا كان الشخص يعاني من إعاقة جسدية تمنعه من رفع الذراع اليمنى، بإمكانه رفع الذراع اليسرى.
كان هتاف «هايل ماين فورر!» مخصصًا لتحية الزعيم هتلر مباشرة. بينما كانت عبارة «سيغ هايل» تُكرر في المناسبات العامة كنوعٍ من الهتاف. أما في أشكال التواصل المكتوبة، فَجَرَت العادة أن يُكتب «ميت دويتشم غروس» (مع تحيّات ألمانية) أو «هايل هتلر». أما الرسائل بين المسؤولين النازيين رفيعي المستوى، فجرى توقيعها بعبارة «هايل هتلر».
أدى هتلر التحية بطريقتين. عندما كان يتفقد جيوشه أو الحشود المناصرة له، استخدم التحية التقليدية باليد. وعندما كان يحيّ الأفراد الآخرين، استخدم نسخة معدلة من هذه التحية، فكان يطوي ذراعه اليمنى بينما يمدّ يده على ارتفاع كتفه للأشخاص الذين يريد تحيتهم.

## أصول التحية وتبنيها
أصبحت التحية الشفهية «هايل» شائعة في حركات الوحدة الألمانية القومية نحو العام 1900. استُخدمت على يد أتباع جورج ريتر فون شونيرر، وهو زعيم حزب الوحدة الألمانية النمساوي الذي اعتُبر زعيم الألمان النمساويين، ووصفه كارل إي. شورسكه بـ «أقوى وأكثر الشخصيات التي تمسكت بمعاداة السامية في النمسا» قبل مجيء هتلر. تبنى هتلر التحية «هايل» –والتي كانت تحية رائجة في «مسقط رأسه» في مدينة لينتس عندما كان صبيًا– ولقب «فورر» الذي أصبح لقب زعيم الحزب النازي من شونيرر نفسه، فكان هتلر معجبًا بالأخير.
يُعتقد عن طريق الخطأ، وعلى نطاق واسع، أن التحية النازية المتمثلة بيد الذراع مقتبسة من التقاليد الرومانية، لكن لا يوجد أي عملٍ فني روماني يصوّر هذه التحية، ولم يأتي ذكرها في أي من النصوص الرومانية. تصوّر لوحة عهد هوراتي للرسام الفرنسي جاك لوي دافيد من عام 1784 تحية مماثلة عبر رفع اليد ضمن بيئة رومانية تقليدية. ظهرت هذه التحية وعلاقتها بروما القديمة بشكل بارز في فنون الحركة الكلاسيكية الحديثة الفرنسية.
في عام 1892، طرح فرنسيس بيلامي ما يُعرف بعهد الولاء الأمريكي، والذي رافقه تحية مشابهة نظريًا للتحية النازية، ويُشار إليها باسم تحية بيلامي. استُخدمت حركة رفع الذراع لاحقًا عام 1899 في مسرحية بن هور، وفي الفيلم المقتبس عنها عام 1907. استُسهب استخدام هذه التحية في عدد من الأفلام الإيطالية. من بين تلك الأفلام الفيلم الصامت كابيريا عام 1914، وهو الفيلم الذي أسهم الإيطالي غابرييل دانونزيو، المعروف بقوميته المتطرفة، في كتابة نصه السينمائي، والذي يُعتبر من رواد الفاشية الإيطالية. في عام 1919، عندما قاد دانونزيو حملة احتلال فيومه، استخدم أسلوب التحية المصوّر في الفيلم ليصبح طقسًا من طقوس الإمبريالية الجديدة، فتبناه الحزب الفاشستي الإيطالي على الفور.
بحلول خريف عام 1923، استخدم بعض أعضاء الحزب النازي تحية مد الذراع اليمنى إلى الأمام لتحية هتلر، وكان الأخير يرد على التحية عبر رفع يده اليمنى وثني كوعه وفتح كفّ يده إلى الأمام، فكانت تلك الحركة تعني قبول التحية. في عام 1926، أصبحت تحية هايل هتلر إلزامية. كانت وظيفة تلك التحية إبراز الالتزام بالحزب وطاعته، وبمثابة إعلانٍ عن مبادئ الأمة للعالم الخارجي. كتب جريجور ستراسر عام 1927 أن التحية بحد ذاتها كانت بمثابة إعلان الولاء لهتلر، ورمزًا للاعتماد الشخصي للفورر. على الرغم من ذلك، شهدت تلك التحية في مسعاها للحصول على القبول بعض التحديات.
شكك بعض أعضاء الحزب بشرعية ما يُسمى التحية الرومانية، والتي استخدمها الحزب الفاشي في إيطاليا، باعتبار أن أصلها غير جرماني. ردًا على ذلك، ظهرت مساعٍ لإبراز أصل هذه الحركة عن طريق اختراع تقليدٍ خاص بها. في يونيو عام 1928، نشر رودلف هس مقالة بعنوان «التحية الفاشية»، وادعى فيها أن التحية استُخدمت في ألمانيا منذ عام 1921، أي قبل أن يسمع النازيون بالفاشيين في إيطاليا. اعترف هس في مقالته أن «طرح الحزب النازي لتحية رفع اليد قبل سنتين تقريبًا لا يزال أمرًا يثير غضب بعض الناس. يشكك أعداء التحية في كونها غير جرمانية. يتهمونها باعتبارها تقليدًا صرفًا للفاشيين في إيطاليا». ثم يتساءل هس «حتى لو كان قرار استخدامها قبل سنتين بمثابة تقليدٍ للحركة الفاشية، فهل ذلك بالأمر المريع؟». يشير إيان كيرشو إلى أن هس لم ينفِ التأثير المحتمل للفاشية في إيطاليا على التحية، حتى لو استُخدمت هذه التحية سابقًا بصورة متقطعة منذ عام 1921 مثلما يدعي.

في ليلة الثالث من يناير عام 1942، تحدّث هتلر عن أصل التحية قائلًا:
«جعلتها تحية الحزب بعد فترة طويلة من تبني الدوتشي (الزعيم الإيطالي) لها.  قرأت وصف الاجتماع الخاص بالبرلمان الإمبراطوري (برلمان الإمبراطورية الرومانية المقدسة)، وجاء فيه أن مارتن لوثر قوبل بالتحية الألمانية. جاءت تلك التحية لتريه أن المجلس لم يقابله بالسلاح، بل بالنوايا السلمية. في أيام فريدرش العظيم، كان الناس يحيون بعضهم بالقبعات وبحركات منمقة. في العصور الوسطى، كان الأقنان يخلعون قبعاتهم بتواضع، بينما كان النبلاء يؤدون التحية الألمانية. في سرداب نبيذ بريمن، نحو العام 1921، شهدْتُ هذا النوع من التحيات لأول مرة. يجب اعتبارها بمثابة امتداد وبقاء للتقاليد القديمة، حينما كانت تعني: «انظر، لا أملك سلاحًا في يدي!». طرحْتُ التحية على الحزب في أول لقاء لنا في فايمار. وعلى الفور، أكسبتْهَا الإس إس طابعًا بطوليًا. ومنذ تلك اللحظة، أطلق علينا أعداؤنا صفة «كلاب الفاشية».
–أدولف هتلر، أحاديث طاولة هتلر.

## الاستعمال
استعمل النازيون العبارات التالية :
- Heil Hitler (هايل هتلر) وتعني : يحيا هتلر.
- Heil dem Führer (هايل دم فورهر) وتعني : يحيا قائدي.
- Sieg Heil (زيغ هايل) وتعني : يعيش النصر.

وقد استعمل هذه العبارات بكثرة في الأفلام السينمائية الأمريكية والروسية والبريطانية والألمانية.